# Brandaris
Brandaris er en fyr på Terschelling, og også det ældste fyrtårn i Nederlandene.
Navnet er en afledning af Sint Brandarius, en helgen, som den nuværende landsby West-Terschelling i middelalderen blev opkaldt efter. Nogle mennesker tror, at navnet er afledt af Sankt-Brandaan, en maritim helgen, men det er aldrig blevet bevist.

## Historie
Det første Brandaristårn blev bygget i 1323, for skibe, som var på vej til Amsterdam via Zuiderzee, for at markere den smalle åbning mellem Vlieland og Terschelling. En god mærkning var nødvendigt, fordi Vadehavets øer er meget ens set fra nordsøen. Hansestaden Kampen betalte med til opbygningen af det første fyr.
Øen Terschelling flyttede sig gradvist, så derfor styrtede det første Brandaristårn omkring 1570 i havet. Det varede til 1592 før opførelsen af et andet tårn begyndte, men det kollapsede før det blev færdigt, fordi man brugte dårlige byggematerialer. Det nuværende tårn daterer fra 1594. I 1837 blev Brandaris det første fyr i Nederlandene med en roterende fresnellinse. Elektrificering efterfulgte i 1907. Lampen blev udstyret med elektrisk drevet roteringsmotor i 1920. I 1977 blev fyret udstyret med en elevator. Lyset er nu helt automatisk og lyser hver 5. sekund.
På gavlen blev i 1994 offentliggjort et mindesten ved firehundredeårsdagen. En del af teksten lyder: "Fordi Kampen betaler for bjælker og sten, behøver borgere af Kampen ved ind- og udsejling af 'Vlie' ikke at betale 'told' for fyret".
På grund af påvirkning af vind og vejr og salt havluft er det nødvendigt at regelmæssigt vedligeholde Brandaris. I 2010 blev tårnet fuget på ny som opgave af Rijkswaterstaat. Tårnet har særlige fuglelys for at forhindre at fuglene rammer tårnet.

## Fyrets karakteristika
Fyrets karakteristika er:
- Flammehøjde: 55,5 m
- Fyrtype: Anduvningsfyr
- Fyrkarakter: 1 hvidt blink hvert 5. second
- Form: Firkantet med Gul sten.

## Bryllup
Første salen er et af de steder som Terschelling Kommunen har godkendt for at gifte sig. (I Nederlandene må man kun blive gift på steder der er udpeget af kommunen). Man kan kun komme der gennem trappegangen.